# Гусиный перелёт
«Гусиный перелёт» — палеонтологический природный памятник. Расположен в Павлодарской области, в городской черте Павлодара, на правом берегу реки Иртыш. Является самым крупным известным захоронением неогеновых животных. Было открыто в 1928 году Ю. А. Орловым, изучается с 1929 года, раскопки ведутся с 1930 года. Обнаружены кости более 60 видов ископаемых животных, Гусиный перелёт известен как одно из крупнейших в Евразии местонахождений гиппарионовой фауны, возраст которой составляет 4—4,5 миллиона лет: хилотерия, синотерия — носорога, махайрода — саблезубого тигра, лагомерикса, самотерия, а также многих видов грызунов и т. д. С 1971 года находится под охраной государства.
Местонахождение представляет собой 800-метровый участок склона правого берега Иртыша вверх по течению от железнодорожного моста в границах прибрежного микрорайона Павлодара. Близость городской застройки представляет угрозу для памятника, проблема его охраны отмечалась уже в 1956 году. В 2019 году на его месте был открыт музей под открытым небом, а сам памятник был законсервирован.